# Teratoscincus
Teratoscincus Strauch, 1863 è un genere di piccoli sauri della famiglia Sphaerodactylidae, diffuso in Asia.

## Tassonomia
Comprende le seguenti specie:
- Teratoscincus bedriagai Nicolsky, 1900
- Teratoscincus keyserlingii Strauch, 1863
- Teratoscincus microlepis Nicolsky, 1900
- Teratoscincus przewalskii Strauch, 1887
- Teratoscincus roborowskii Bedriaga, 1906
- Teratoscincus scincus (Schlegel, 1858) - geco dagli occhi a rana
- Teratoscincus toksunicus Wang, 1989